# Wereldbeker Europese Liga 2006
De Wereldbeker Europese Liga van 2006 kende haar laatste wedstrijd op 17 april 2006 in het Zweedse Göteborg. De titel bij de springruiters ging naar de Duitse Meredith Michaels-Beerbaum, terwijl de titel bij de vierspannen voor de Nederlander IJsbrand Chardon was weggelegd.

## Klassementen

### Springruiters
| Plaats | Naam                       | Land | Punten |
| ------ | -------------------------- | ---- | ------ |
| Goud   | Meredith Michaels-Beerbaum | GER  | 94     |
| Zilver | Robert Smith               | GBR  | 75     |
| Brons  | Gerco Schröder             | NED  | 72     |
| 4.     | Thomas Frühmann            | AUT  | 63     |
| 25.    | Piet Raijmakers            | NED  | 26     |
| 26.    | Leopold van Asten          | NED  | 26     |
| 27.    | Harrie Smolders            | NED  | 26     |
| 29.    | Albert Zoer                | NED  | 25     |

### Vierspannen
| Plaats | Naam             | Land | Punten |
| ------ | ---------------- | ---- | ------ |
| Goud   | IJsbrand Chardon | NED  | 245,71 |
| Zilver | Michael Freund   | GER  | 220,41 |
| Brons  | Werner Ulrich    | SUI  | 215,84 |
| 4.     | Koos de Ronde    | NED  | 136,59 |
| 5.     | Zoltan Lazar     | HUN  | 123,41 |
| 6.     | Fredrik Persson  | SWE  | 121,50 |